# 那須ガーデンアウトレット
那須ガーデンアウトレット（なすガーデンアウトレット、英文名称：NASU GARDEN OUTLET）とは、栃木県那須塩原市にあるアウトレットモールである。

## 概要
新興マンションデベロッパーのゼファーと大和地所（東京都中野区）が共同開発し、プロパティマネジメントを西武プロパティーズに委託する形式で2008年7月17日に開業した。那須高原の近隣にあり、アウトレット店舗だけではなく、那須高原の土産品を販売する「ロコ・マーケット」や、那須高原のブルーベリーファームのブルーベリー商品を限定販売する「那須ロイヤルベリーズファーム」、「那須どうぶつ王国」の動物と触れ合える「動物ふれあい広場」（土曜・休日のみ営業）等がある。2009年3月29日に東北自動車道の黒磯板室ICが開業し、交通アクセスが便利になった。
開業翌日の2008年7月18日にゼファーが倒産するも、大和地所単独で経営が維持され、2010年にアメリカの不動産投資会社ジョーンズ・ラング・ラサールの不動産投資ファンド傘下の特定目的会社が買収した。
現在は同グループの那須マネージメント合同会社が不動産を所有し、同グループのJLLモールマネジメント株式会社が2017年4月より受託業務をしている。2019年5月16日、芙蓉総合リースと双日商業開発が共同で信託受益権を取得した。

## アクセス
- 東北新幹線・宇都宮線那須塩原駅より無料シャトルバスで約8分
- 東北自動車道黒磯板室インターチェンジより約2分
- 駐車場：約2,500台収容